# Ludwig Rudolph von Hannover
Ludwig Rudolph Georg Wilhelm Filip Friedrich Wolrad Maximilian Prinz von Hannover, Herzog zu Baunschweig und Lüneburg (Hannover, 21 november 1955 – Grünau im Almtal, 28 november 1988) was een lid van het Huis Hannover.

## Levensloop
Hij was het derde kind en de tweede zoon van Ernst August van Hannover en diens vrouw Ortrud van Sleeswijk-Holstein-Sonderburg-Glücksburg en een jongere broer van prins Ernst August, de echtgenoot van prinses Caroline van Monaco.
Lodewijk volgde een opleiding tot muziekproducent in Londen en Los Angeles. Op 4 oktober 1987 trad hij in Bleiburg in het huwelijk met Isabelle Gräfin von Thurn und Valsássina-Como-Vercelli (1962-1988). Het paar kreeg een zoon:
- Otto Prinz von Hannover (* 1988)

Lodewijk pleegde zelfmoord, even nadat hij ontdekt had dat zijn vrouw overleden was aan een overdosis cocaïne. Hij had even voor zijn dood telefonisch contact met zijn broer Ernst August, om hem te vragen de voogdij over zijn zoontje op zich te nemen. Ernst August zegde dit toe, maar de voogdij werd uiteindelijk door een Oostenrijkse rechtbank toegewezen aan de ouders van Lodewijks vrouw: Graf Ariprand en Maria Prinzessin von Auersperg op hun Schloss Bleiburg.